# Rugby Rovigo Delta 2016-2017

## Eccellenza 2016-17

### Stagione regolare
| Incontro               | Andata | Ritorno |
| ---------------------- | ------ | ------- |
| Reggio Emilia — Rovigo | 13-25  | 26-50   |
| Rovigo — San Donà      | 25-25  | 22-30   |
| Petrarca — Rovigo      | 12-17  | 20-20   |
| Rovigo — Calvisano     | 11-26  | 14-35   |
| S.S. Lazio — Rovigo    | 30-33  | 36-51   |
| Rovigo — Lyons         | 34-3   | 22-15   |
| Mogliano — Rovigo      | 16-34  | 5-33    |
| Fiamme Oro — Rovigo    | 23-25  | 27-21   |
| Rovigo — Viadana       | 42-24  | 18-35   |

#### Risultati della stagione regolare
| Posizione | G  | V  | N | P | PF  | PS  | DP  | B | Pt |
| --------- | -- | -- | - | - | --- | --- | --- | - | -- |
| 3ª        | 18 | 11 | 2 | 5 | 497 | 401 | +96 | 8 | 56 |

### Fase finale
| Turno | Incontro           | Andata | Ritorno |
| ----- | ------------------ | ------ | ------- |
| SF    | Rovigo — Petrarca  | 33-18  | 28-12   |
| F     | Calvisano — Rovigo | 43-29  | 43-29   |

## European Rugby Continental Shield 2016-17

### Prima fase
| Incontro             | Risultato |
| -------------------- | --------- |
| Petrarca — Rovigo    | 24-13     |
| Rovigo — Calvisano   | 19-22     |
| Dendermonde — Rovigo | 7-29      |
| Rovigo — Krasnyj Jar | 11-42     |

#### Risultati della prima fase
| Posizione | G | V | N | P | PF | PS | DP  | B | Pt |
| --------- | - | - | - | - | -- | -- | --- | - | -- |
| 3ª        | 4 | 1 | 0 | 3 | 72 | 95 | -23 | 2 | 6  |

## Verdetti
- Rovigo qualificato all'European Continental Shield 2017-18.